# 巴里坤县山南开发区
巴里坤县山南开发区，是中华人民共和国新疆维吾尔自治区哈密市伊州区下辖的一个类似乡级单位。

## 行政区划
下辖以下地区：
一分区生活区、二分区生活区、三分区生活区、四分区生活区、五分区生活区、六分区生活区和火石泉生活区。